# 도게쓰교
도게쓰 교(渡月橋 도게쓰쿄[*])는 일본의 교토부 교토시의 가쓰라강 위에 가설되어 있는 다리이다. 다리는 가쓰라강 좌안 (북쪽)과 나카노시마 공원 사이에 있는 다리로, 우쿄구에 속한다. 다리의 길이 155m이며 폭 12.2m이다. 교토부도 29호 우타노아라시야마야마다 선의 일부에 해당한다.